# Wendover, Wyoming
Wendover är en tidigare ort och järnvägsknut belägen i Platte County, Wyoming,vid North Platte River där det mindre vattendraget Cottonwood Creek mynnar ut  i floden, mellan städerna Guernsey och Glendo.
Wendover är främst känt som järnvägsknut, då Cheyenne and Northern Railways järnvägslinje mot Cheyenne, Wyoming här nådde North Platte River och senare anslöts vidare mot Casper, Wyoming. Ursprungligen var orten känd som Cottonwood men efter att järnvägen nått orten 1887 bytte den namn till Wendover. Ortens postkontor stängdes 1954, men platsen är fortfarande en viktig förgrening på BNSF:s järnväg genom Wyoming.